# Leopold Loewenfeld
Leopold Loewenfeld (ur. 23 stycznia 1847 w Monachium, zm. 20 grudnia 1923 tamże) – niemiecki lekarz neurolog, pionier medycyny seksualnej, zwolennik psychoanalizy. 

## Życiorys
Studiował medycynę na Uniwersytecie Ludwika i Maksymiliana w Monachium; studia ukończył w 1870 roku. Uczestniczył w wojnie francusko-pruskiej. Po wojnie osiadł w Binswangen, a w latach 1872–1876 praktykował w Chicago. Następnie powrócił do Monachium, gdzie prowadził praktykę neurologiczną. Mimo starań, z powodu żydowskiego pochodzenia nie otrzymał docentury na monachijskiej uczelni. Był autorem szeregu prac z dziedziny elektroterapii, neurologii, medycyny seksualnej. W latach 1900-1922 Löwenfels był również redaktorem czasopisma "Grenzfragen des Nerven- und Seelenleben".

## Wybrane prace
- Experimentelle und kritische Untersuchungen zur Elektrotherapie des Gehirns. 1881.
- Über Platzangst und verwandte Zustände. 1882.
- Über multiple Neuritis. 1882.
- Studien über Ätiologie und Pathogenese der spontanen Hirnblutungen. 1886.
- Die moderne Behandlung der Nervenschwäche, der Hysterie und verwandter Leiden. 1887.
- Aufsätze über traumatische Neurose, Witterungsneurosen, neurotische Angstzustände. 1889.
- Sexualleben und Nervenleiden. Die nervösen Störungen sexuellen Ursprungs. Nebst einem Anhang über Prophylaxe und Behandlung der sexuellen Neurasthenie. 1899.
- Der Hypnotismus. Handbuch der Lehre von der Hypnose und der Suggestion mit besonderer Berücksichtigung ihrer Bedeutung für Medizin und Rechtspflege. 1901.
- Über die geniale Geistestätigkeit mit besonderer Berücksichtigung des Genie’s für bildende Kunst. 1903.
- Die psychischen Zwangserscheinungen. 1904.
- Hypnose und Kunst. 1904
- Über die geistige Arbeitskraft und ihre Hygiene. 1905.
- Über das eheliche Glück. Erfahrungen, Reflexionen und Ratschläge eines Arztes. 1906.
- Homosexualität und Strafgesetz, Bergmann, Wiesbaden 1907.
- Über die Dummheit. Eine Umschau im Gebiete menschlicher Unzulänglichkeit. 1909.
- Über die sexuelle Konstitution und andere Sexualprobleme. Über die seelische Konstitution. – Erotik und Sinnlichkeit. – Die Libido als Triebkraft im geistigen Leben. 1911.
- Über den Nationalcharakter der Franzosen und dessen krankhafte Auswüchse (die Psychopathia gallica) in ihren Beziehungen zum Weltkrieg. Wiesbaden: Bergmann, 1914
- Hypnotismus und Medizin: Grundriss der Lehre von der Hypnose und der Suggestion mit besonderer Berucksichtigung der ärztlichen Praxis. 1922.